# Jednostka miary

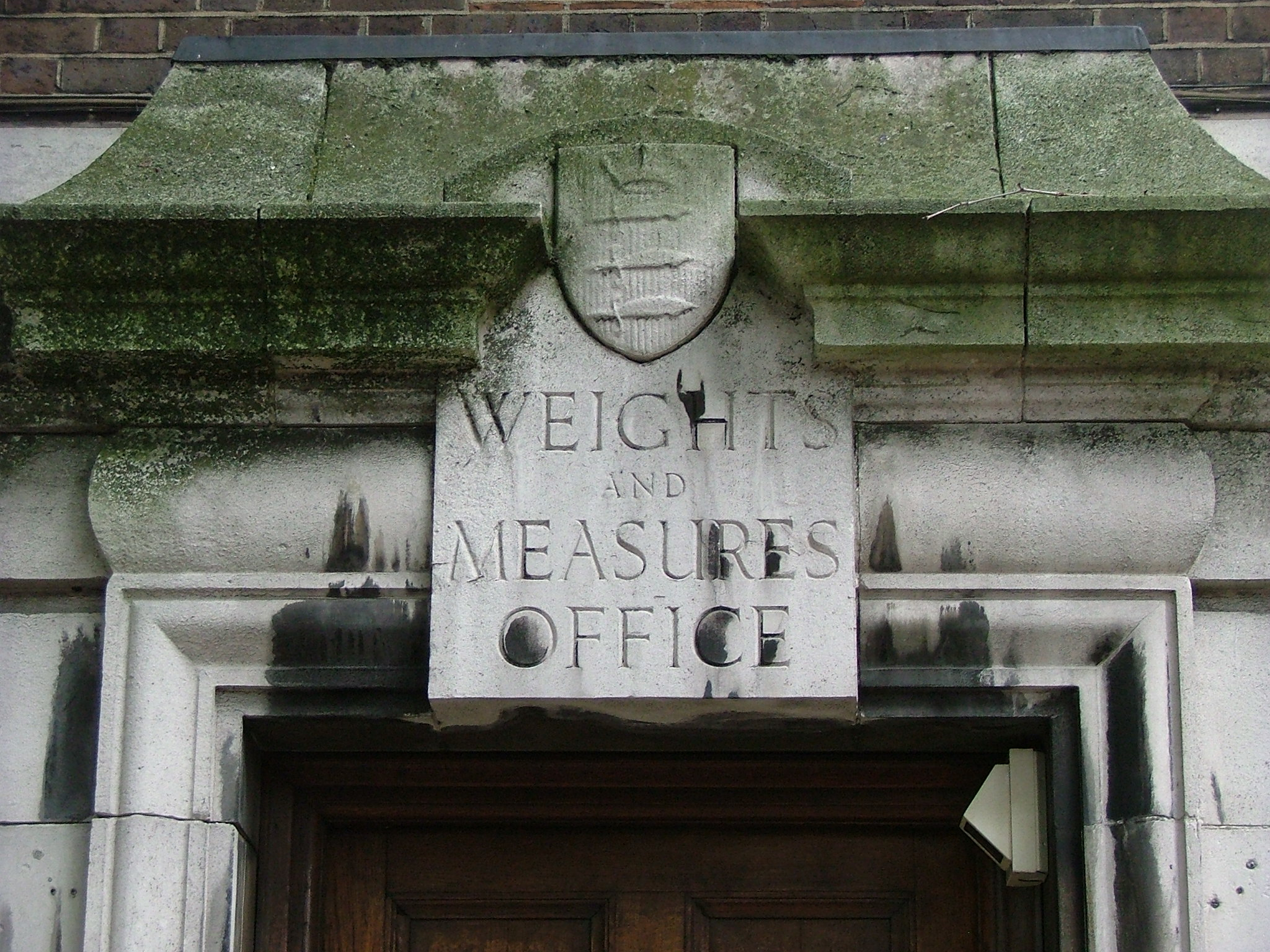
Wejście do historycznej siedziby brytyjskiego Urzędu Miar i Wag

Jednostka miary wielkości fizycznej lub umownej – określona miara danej wielkości służąca za miarę podstawową, czyli wzorzec do ilościowego wyrażania innych miar danej wielkości metodą porównania tych miar, za pomocą liczb. Wartość liczbową takiej miary wzorcowej przyjmuje się umownie (w danym układzie jednostek miar), jako równą jedności, stąd jej nazwa – jednostka miary. Konkretne wartości wielkości można przedstawiać zarówno wielokrotnościami, jak i ułamkami jednostek, a same wartości, o ile to możliwe, mogą być zarówno dodatnie, jak i ujemne.
Jednostka miary jest często mylona z wymiarem danej wielkości fizycznej.

## Dobór jednostek miary
Dzięki pojęciu jednostki miary można precyzyjnie i jednoznacznie określać proporcje pomiędzy wieloma różnymi wartościami danej wielkości, a przez to równie precyzyjnie i jednoznacznie określać również wszelkie inne relacje pomiędzy tymi wartościami. Jednak aby porównywanie to było nie tylko możliwe, ale również wygodne, to dla jednostki przyjmuje się taką wartość miary, aby w możliwie prosty i obrazowy sposób umożliwiała ona określanie pozostałych wartości danej wielkości, a jednocześnie umożliwiała wykonywanie obliczeń matematycznych w oparciu o najprostsze zapisy liczbowe. I tak, w zależności od charakteru opisywanych wielkości, dąży się do tego, by ilość jednostek dla najbardziej typowych (najczęściej stosowanych) wartości była wyrażana:
- dla przedziałów nieskończonych – liczbami niezbyt dużymi i niezbyt małymi (np. wielkości fizyczne)
- dla zbiorów – kolejnymi liczbami naturalnymi
- dla przedziałów zamkniętych – liczbami od zera do jedności.

## Nazwy
Jednostkom miar zazwyczaj nadaje się ich własne nazwy, np. jednostką długości jest metr (tzw. znamionowe jednostki miar), jednak jednostki niektórych wielkości nie mają własnych nazw i wtedy określa się je pośrednio, za pomocą nazw jednostek innych wielkości, skojarzonych zgodnie ze wzorem definicyjnym danej wielkości, np. jednostką prędkości jest metr na sekundę (tzw. jednostki wymiarowe). 

## Pisownia
W Polsce nazwy jednostek pisze się małą literą (o ile duża litera nie wynika z ogólnych zasad pisowni), np. „amper” lub „gaus”. Oznaczenie jednostek pisze się bez kropek, a między liczbą a oznaczeniem stawia się spację, z wyjątkiem symboli miar kąta: stopnia (°), minuty (′) i sekundy (″) (Rada Języka Polskiego wskazała, że spacji nie powinno się także wstawiać przed oznaczeniem jednostki złożonym z symbolu i litery, np. °C lub °F; rozporządzenie Rady Ministrów z 2020 r. nie uwzględnia takich wyjątków).

## Układy jednostek miar
Zestawienia jednostek miar różnych wielkości, ale powiązanych z sobą, to układy jednostek miar. Są one stosowane w celu kompletnego, a przede wszystkim spójnego opisania wszystkich stosowanych jednostek miar, poprzez ustalenie relacji zachodzących pomiędzy tymi jednostkami. Obecnie w większości państw świata obowiązuje układ jednostek miar o nazwie układ SI. W układach jednostek miar wyróżnia się następujące rodzaje jednostek miar:
- jednostki podstawowe – zdefiniowane przez opis doświadczenia umożliwiającego wybór określonej wartości tej wielkości, np. metr w układzie SI[1].
- jednostki pochodne – zdefiniowane przez odniesienie do jednostek podstawowych, np. jednostka siły niuton (N) ma wymiar kg × m/s². Dokładniej 1 N = 1 kg × 1 m/s²[1].
  - jednostki spójne – jednostki pochodne, w których definicjach nie występuje współczynnik różny od jedności. Wspomniany niuton jest więc jednostką spójną w układzie SI.
- jednostki główne – jednostki podstawowe i te z jednostek pochodnych, które wynikają wprost z równań definicyjnych (nie są krotnościami)
- jednostki wtórne (krotne), wielokrotne i podwielokrotne (ułamkowe) – pomocnicze jednostki tej samej wielkości, co jednostka główna, stosowane w celu łatwiejszego wyrażania określonych przedziałów wartości według ustalonej zasady stopniowania, np. jednostka długości kilometr (km), 1 km = 1000 m. Tworzone są zazwyczaj przez dodanie przedrostka do nazwy jednostki głównej dla danej wielkości. Zasady stopniowania i nazwy przedrostków są również zdefiniowane w danym układzie jednostek miar.

Wszystkie jednostki miar, które nie są zdefiniowane w danym układzie jednostek miar, nazywa się pozaukładowymi jednostkami miar dla danego układu. Wśród nich znajduje się wiele nienależących do żadnego innego układu jednostek miar, w tym jednostki pomocnicze, które stosowane są w praktyce inżynierskiej (np. obrót na sekundę, obr/s, mający fizycznie wymiar odwrotności sekundy, czyli herca), bądź w handlu, gospodarce, ekonomii (np. sztuka, egzemplarz, opakowanie, skrzynia; również jednostki walutowe np. euro, funt, dolar, a także przeliczniki walutowe: zł/€). Wiele z nich ma utrwaloną wieloletnią praktyką wielkość, np. skrzynia zapałek to 1000 pakunków po 10 paczek, przy czym paczka zapałek może mieć od 24 do 60 zapałek – zależnie od ich wielkości. Wśród jednostek pozaukładowych wyróżnia się jednak legalne jednostki pozaukładowe, czyli jednostki dopuszczone określonymi przepisami do użycia razem z jednostkami układu (np. w układzie SI jednostką temperatury jest kelwin (K), ale dopuszcza się również stosowanie jednostki stopień Celsjusza (°C)). Istnienie legalnych jednostek pozaukładowych uzasadnia się tradycją lub wygodą ich stosowania.

## Jednostki miar w naukach przyrodniczych
Jednostki miar odgrywają dużą rolę w naukach przyrodniczych, konkretne układy jednostek ułatwiają komunikację i wymianę wyników eksperymentów i obliczeń teoretycznych. Wybór układu jednostek do wymiany informacji zależy od dziedziny nauki oraz konwencji przyjętej przez zainteresowanych. Zwykle wybierane są te układy jednostek, które są najwygodniejsze (wyrażane wielkości są najbliższe jedności) bądź uwarunkowane historycznie. Przykładem może być atomowy układ jednostek, często używany do opisu zjawisk na poziomie atomowym.
W ogólności może istnieć nieskończenie dużo różnych układów jednostek miar. Dla każdego zagadnienia fizycznego, chemicznego, etc. możemy wprowadzić naturalny układ jednostek, w którym równania opisujące dany układ mają postać bezwymiarową. Dla jednostek tych nie wprowadza się nowych nazw. Jednostki w naukach przyrodniczych konstruuje się także w oparciu o stałe fizyczne, przyjmując ich wartości jako 1, co upraszcza zapis równań.